# 千貫神社
千貫神社（せんがんじんじゃ）は、宮城県岩沼市南長谷にある神社である。
旧社格は村社。デザイナーの中野裕通の生家である。

## 祭神
千貫山の神である大山祇神を主祭神に、別雷神、建御名方命、天御中主神、菊理比売神、伊邪那岐神を祀る。

## 立地

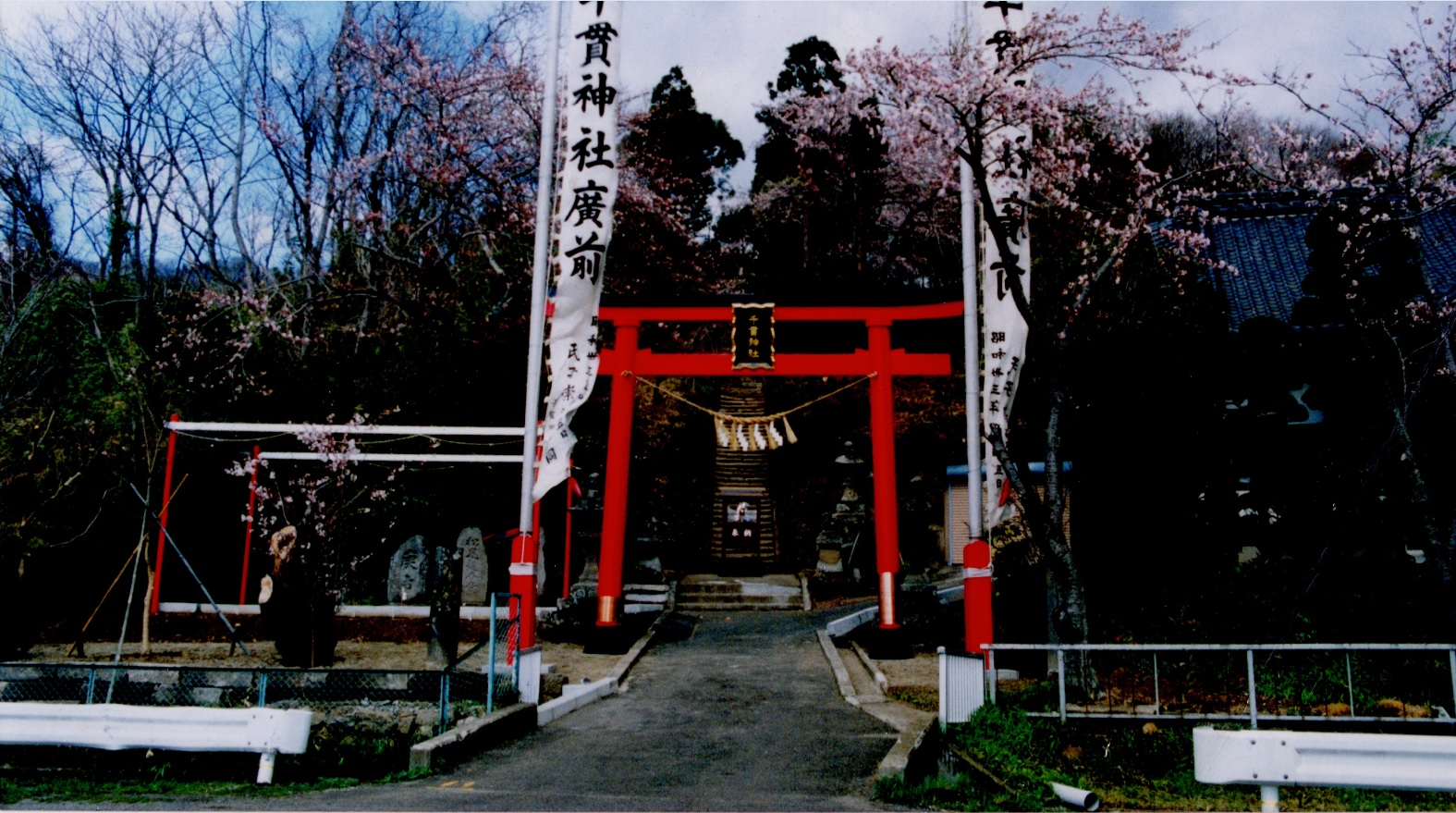
千貫神社（1999年4月30日）

宮城県南東部の岩沼市南西部の千貫山の南麓に鎮座する。かつての東山道にあり、東山道が名取の里岩沼で浜街道と交わる驛玉前（現南長谷玉崎）柵にある。同街道沿いには藤原実方墓、金蛇水神社、東平王塚古墳などが存在している。
千貫神社は旧名取郡千貫村の鎮守であり、かつては千貫山の山中に鎮座していたが、明治初年に野火で焼失し、元宮地には石祠を建てて本殿・幣殿・拝殿等を中腹に、山麓に神殿・社務所を別当寺の真珠院を改築して建てた。現在では山麓に本殿・拝殿・社務所が遷っている。

## 由緒
天平元年4月18日、僧善快が千貫標松領に勧請し大山祇神を祀り漁船守護の神として真珠院（真言宗深谷山、竹駒寺末寺）がこれを兼司して深山大権現と称した。
伊達政宗が太刀と脇差を寄進しており、また七ヶ浜より相馬に至る七ヵ村の漁民が山嶺の松の保存のため金子一千貫を仙台藩に献じている。
明治維新の神仏判然令により寺院が廃止されて深山神社と改め村社に列した。明治41年7月諏訪神社と柳神社を合祀し、翌明治42年2月には雷神社と白山神社の両社を合祀して社号を標松千貫松にちなみ千貫神社と改称する。大正3年には神饌幣帛料供進神社に指定された。
旧千貫村は純農村地帯であり、かつては農事に即した様々な祭事や年中行事が見られたという。

## 阿武隈川の伝承
岩沼市の西側に、深山（みやま＝千貫山）という山があり、そこには千貫神社があった。この深山と対岸の亘理町の烏鳥屋山（からすとややま）との間で、阿武隈川が大きく蛇行して流れるようになったことについて、次のような伝説がある。
- ある日、山の神と川の神が出会った時、山の神は「ここまで山を作ってきたから、もっと北まで延長したい」といい、川の神は「この辺で川を海へと向かわせたい」と言った。お互い一歩も譲らないので、近くの深山という山を早く10周した方の意見に従うということになった。一斉に山の神と川の神が競争を始めたが、7周目に入ったところ、山の神がちょうど深山に咲いていたツツジに目を奪われ、ツツジの根に足を取られ転んでしまった。山の神が転んで遅れを取った間に川の神がどんどん差をつけてしまい勝利したという。

そのため、川の神である安福河伯神社付近から阿武隈川は東に流れを変え、太平洋に向かうように流れていると伝えられている。
この山の神が千貫神社（旧称深山大権現）の祭神の大山祇神であり、川の神は阿武隈川を挟んで対岸の亘理町に鎮座する安福河伯神社の祭神の速秋津比売神であるという。

## 慶長三陸地震津波の伝承
慶長16年（1611年）12月2日に発生した慶長三陸地震に伴う大津波では、発生当時舟で沖に出ていた伊達政宗の家臣等が流されて千貫神社のあった千貫松の側まで流されたと『駿府政事録』に記されている。

## 例祭と海遊び神事の伝承
例祭日は4月15日であるが、これは元々合祀前の深山神社と雷神社の梅若祭の日であった。例祭日における神輿渡御は延暦年間から始まったとされ、岩沼の藤波、玉浦の早股、押分、寺島、蒲崎、長谷釜の6村を神輿が渡御したが、その中でも長谷釜では海遊びの特殊神事が行われた。
この海遊び神事の御旅所である斎家では、神輿が表口ではなく台所から入る習わしがあり、下記の伝承が残されている。
- 昔この家に一人の女中がおつた。陰日向なく働くお陰で、一家は毎日明るい生活を送り、家財も逐次増えていく一方であつた。しかし不思議な事が一つある。それはこの女中の食事する姿をついぞ誰一人として見たことがない、それが長い月日のことである。聴いても尋ねても笑つて答えない。遂に主人は好奇心から密かに夜をこめて監視すると、なんと女中は夜半一人日何やら煮始めた。これだとばかり、主人は女中の遮るのも押し除けて鍋の蓋をとつて見ると、その中で得体の知れぬものがぐつぐつと煮え立つており、よく見れば米粒も僅かにある。それは女中が台所の流し口に袋をかけ、家人の食い余りや捨てたものを丹念に集め、夜に入つて人々の休むを待ち、料理つて喰べていたのであつた。どうしてこんなことをするのかと主人の問にも答えず、女中はその夜限り同家から姿を消してしまつた。家人総出で捜しあぐんだ頃、人々の眼に遥か西の方深山のあたりに、火がぽつんと上つて行くのが見られた。それからはこの家も逐次衰え始めたという。物を粗末にするを戒めるため、深山さんが仮に女中に姿を変えておられたのだと今に語り継いでいる。